# Vorskla-Rock'n'Ball
Vorskla-Rock'n'Ball — міжнародний благодійний фестиваль, який об’єднує шанувальників рок-н-ролу і футболу. Проводиться у с. Соснівка Полтавського району з 2011 року.

## Про фестиваль
Фестиваль «Vorskla-Rock'n'Ball» проходить на пляжі річки Коломак у мальовничому селі Соснівка, за 14 кілометрів від Полтави.
Фестиваль підтримує молоді команди, даючи їм можливість виступити на одній сцені з уже відомими іменитими гуртами. Хедлайнерами фестивалю в попередні роки були гурти «Ногу свело!», «ТНМКонґо», «Тартак», «Вій», «АукцЫон», «7Б», «Табула Раса», «ТіК», «The ВЙО», «Тінь Сонця», Asea Sool (Грузія), O.Torvald, «Жадан і Собаки», Zatoczka (Білорусь), «Декабрь» (Росія).
Фестиваль Vorskla-Rock'n'Ball не підтримує жодну з політичних партій і фінансується виключно на кошти спонсорів і партнерів фестивалю.
Головний партнер фестивалю — футбольний клуб Ворскла.

## Учасники

### 2011 рік
Фестиваль пройшов 25 червня 2011 року.

#### Музична сцена
- Вій (Київ)
- Тартак (Київ)
- @traktor (Київ)
- ДМЦ (Полтава)
- Oneyroid (Полтава)
- Валерій Власенко («Арахнофобія», Полтава)
- Веселі Біоритми (Кіровоград)
- Крапка (Запоріжжя)
- Майор Пронін (Полтава)
- Sashen'ka (Полтава)

#### Футбольний турнір
переможець — «Зефір-Пластиком»

### 2012 рік
Фестиваль пройшов 2 червня 2012 року.

#### Музична сцена
- Ногу свело! (Москва, Росія)
- ТНМК (Київ)
- Декабрь (Санкт-Петербург, Росія)
- @traktor (Київ)
- ДМЦ (Полтава)
- Oneyroid (Полтава)
- Крапка (Запоріжжя)
- Веселі Біоритми (Кіровоград)
- Транс-Формер (Полтава)
- Майор Пронін (Полтава)

#### Футбольний турнір
1 місце: «Дальние острова»
2 місце: «Будівельник»
3 місце: «Зефір-Пластиком»

### 2013 рік
Фестиваль відбудеться 27–28 липня 2013 року.

#### Музична програма
27 липня (субота):
1. Sashen'ka (Полтава)
2. Валерій Власенко (Полтава)
3. «Веселі Біоритми» (Кіровоград)
4. «Вертеп» (Дніпропетровськ)
5. Zapaska & BeBoBul (Кам'янець-Подільський/Чернівці)
6. Grimoff (Миколаїв)
7. RadioLIFE (Москва)
8. «Брем Стокер» (Рівне)
9. «ДМЦ» (Полтава)
10. @traktor (Київ)

28 липня (неділя):
1. «ПсихоТрон» (Кременчук)
2. «Майор Пронін» (Полтава)
3. «2.5.5» (Суми)
4. «Андерсон» (Київ)
5. «По. Ст.» (Харків)
6. «Фіолет» (Луцьк)
7. Royal Corvus (Харків)
8. «Онейроїд» (Полтава)
9. «7Б» (Москва, Росія)
10. «АукцЫон» (Санкт-Петербург, Росія)

Вхід на фестивальний майданчик за квитками.

#### Футбольний турнір
Матчі групового етапу футбольної частини фестивалю відбудуться на стадіоні «Динамо» (м. Полтава, вул. Лідова, 4). Вхід вільний.
Група 1
- ЕкоАгропроект
- ПСЖ
- Команда А
- Фортуна

Група 2
- Френдс
- Зефір-ПластиКом
- Севілья
- Бруклін
- Драйв

Група 3
- Воля-Полтава
- Тайм
- Ворскла
- Ноу Нейм

Календар ігор групового етапу турніру:
5 липня (пт)
- 17:00 Френдс — Зефір-ПластиКом (группа 2)
- 17:40 ПСЖ — Команда А (1)

7 липня (нд)
- 11:00 Севілья — Бруклін (2)
- 11:40 Воля-Полтава — Тайм (3)
- 12:20 Ворскла — Ноу Нейм (3)
- 13:00 ЕкоАгропроект — Фортуна (1)

14 липня (нд)
- 11:00 ЕкоАгропроект — ПСЖ (1)
- 11:40 Команда А — Фортуна (1)
- 12:20 Френдс — Драйв (2)
- 13:00 Зефір-ПластиКом — Бруклін (2)
- 13:40 Воля-Полтава — Ворскла (3)
- 14:20 Тайм — Ноу Нейм (3)
- 15:00 Зефір-ПластиКом — Драйв (2)
- 15:40 Френдс — Севілья (2)

21 липня (нд)
- 11:00 ПСЖ — Фортуна (1)
- 11:40 ЕкоАгропроект — Команда А (1)
- 12:20 Зефір-ПластиКом — Севілья (2)
- 13:00 Драйв — Бруклін (2)
- 13:40 Воля-Полтава — Ноу Нейм (3)
- 14:20 Тайм — Ворскла (3)
- 15:00 Драйв — Севілья (2)
- 15:40 Френдс — Бруклін (2)

До «фіналу чотирьох» виходять переможці груп 1 і 3, а також дві найкращі команди групи 2. «Фінал чотирьох» відбудеться 27 та 28 липня на футбольному майданчику, що розташований за 250 м від території фестивалю (дивись розділ «Умови для відвідувачів») у с. Соснівка. Початок матчів о 13:00.

## Як дістатися
З Полтави буде організовано проїзд автобусами від Південного вокзалу до місця проведення фестивалю та назад безкоштовно за пред'явленням квитків на фестиваль.
Графік руху автобусів:
- 27 та 28 липня:
- на фестиваль — із 13:00 до 18:00
- з фестивалю — із 22:30 до 3:00
- 29 липня (вартість квитка — 10 грн.)
- із фестивалю з 9:00 до 11:00

Маршрут проїзду: Південний вокзал — село Соснівка — Південний вокзал.
Окрім того, існує регулярний автобусний маршрут «Полтава — Верхоли». Автобуси відправляються з Центрального ринку (стик вул. Новий базар з вул. Шевченка). Відстань від кінцевої станції «Верхоли» до місця проведення фестивалю — менше 2 км.
Для тих, хто забажає дістатись фестивалю своїм транспортом, маршрут вказано на мапі. Неподалік від фестивального майданчика (біля кемпінг-містечка «Алмаз-люкс») є автомобільна парковка, де можна лишити своє авто на час фестивалю